# Pibor (rivière)
Pour les articles homonymes, voir Pibor.
La Pibor est une rivière du sud-est du Soudan du Sud dont une partie longe la frontière de l'ouest de l'Éthiopie et un sous-affluent du Nil, par la Sobat et le Nil Blanc.

## Géographie
Elle prend sa source près de la ville soudanaise de Pibor Post, alimentée par plusieurs ruisseaux qui s'y rejoignent. Elle coule ensuite vers le nord sur près de 320 km en recevant les eaux des rivières Akobo et Gilo, pour rejoindre la rivière éthiopienne Baro et former la rivière Sobat qui est un affluent du Nil Blanc.
Les rivières Pibor, Baro, Gilo et Akobo drainent les plateaux d'Éthiopie. La rivière Baro est l'une des plus importantes et apporte à elle seule 83 % de l'eau qui alimente la rivière Sobat. Durant la saison des pluies, entre juin et octobre, la rivière Baro contribue à elle seule à près de 10 % de l'eau du Nil à Assouan en Égypte. En revanche, ces rivières ont un débit très faible durant la saison sèche.

## Histoire
La frontière soudano-éthiopienne a été dessinée le long de la rivière Pibor en 1899 par deux ingénieurs royaux britanniques. ils n'avaient aucune connaissance du terrain, de ses habitants ou de leurs langues et manquaient par ailleurs de moyens. Plutôt que de tracer une ligne en fonction des peuples et des territoires traditionnels, essentiellement séparé par un escarpement entre les plaines et les terres hautes, ils ont simplement proposer de dessiner la frontière au milieu de la rivière Pibor, ainsi qu'une partie des rivières Akobo et Baro. Cette frontière ainsi définie fut adoptée dans le Traité Anglo-Ethiopien de 1902.